# Sărituri la Campionatele Mondiale de Natație 2023
Săriturile la Campionatele Mondiale de Natație 2023 au avut loc în perioada 14-22 iulie 2023 la Fukuoka Prefectural Pool din Fukuoka, Japonia.

## Calendar
| Dată          | Timp  | Probă                                              |
| ------------- | ----- | -------------------------------------------------- |
| 14 iulie 2023 | 10:00 | Preliminariile feminine la trambulină 1 m          |
| 14 iulie 2023 | 15:00 | Preliminariile masculine la trambulină 1 m         |
| 15 iulie 2023 | 09:00 | Preliminariile masculine la trambulină sincron 3 m |
| 15 iulie 2023 | 12:30 | Finală platformă 10 m sincronizat mixt             |
| 15 iulie 2023 | 15:30 | Finala feminină la trambulină 1 m                  |
| 15 iulie 2023 | 18:00 | Finala masculină la trambulină sincron 3 m         |
| 16 iulie 2023 | 10:00 | Preliminariile feminine la platformă sincron 10 m  |
| 16 iulie 2023 | 14:30 | Finala masculină la trambulină 1 m                 |
| 16 iulie 2023 | 18:00 | Finala feminină platformă sincron 10 m             |
| 17 iulie 2023 | 09:00 | Preliminariile feminine trambulină sincron 3 m     |
| 17 iulie 2023 | 12:30 | Preliminariile masculine platformă sincron 10 m    |
| 17 iulie 2023 | 15:30 | Finala feminină trambulină sincron 3 m             |
| 17 iulie 2023 | 18:00 | Finala masculină platformă sincron 10 m            |
| 18 iulie 2023 | 10:00 | Preliminariile feminine platformă 10 m             |
| 18 iulie 2023 | 14:30 | Semifinală feminin platformă 10 m                  |
| 18 iulie 2023 | 18:00 | Finala pe echipe mixte 3m / 10m                    |
| 19 iulie 2023 | 09:00 | Preliminariile masculine la trambulină 3 m         |
| 19 iulie 2023 | 15:30 | Semifinala masculină la trambulină 3 m             |
| 19 iulie 2023 | 18:00 | Finala feminină la platformă 10 m                  |
| 20 iulie 2023 | 09:00 | Preliminariile feminine la trambulină 3 m          |
| 20 iulie 2023 | 14:30 | Semifinala feminină la trambulină 3 m              |
| 20 iulie 2023 | 18:00 | Finala masculină la trambulină 3 m                 |
| 21 iulie 2023 | 09:00 | Preliminariile masculine la platformă 10 m         |
| 21 iulie 2023 | 15:30 | Semifinala masculină la platformă 10 m             |
| 21 iulie 2023 | 18:00 | Finala feminină la trambulină 3 m                  |
| 22 iulie 2023 | 15:30 | Finala mixtă la trambulină sincron 3 m             |
| 22 iulie 2023 | 18:30 | Finala masculină la platformă 10 m                 |

## Tabel medalii
| Loc   | Țară          | Aur | Argint | Bronz | Total |
| ----- | ------------- | --- | ------ | ----- | ----- |
| 1.    | China         | 12  | 4      | 3     | 19    |
| 2.    | Australia     | 1   | 1      | 0     | 2     |
| 3.    | Mexic         | 0   | 4      | 2     | 6     |
| 4.    | Regatul Unit  | 0   | 3      | 0     | 3     |
| 5.    | Ucraina       | 0   | 1      | 0     | 1     |
| 6.    | Canada        | 0   | 0      | 2     | 2     |
| 6.    | Italia        | 0   | 0      | 2     | 2     |
| 8.    | Franța        | 0   | 0      | 1     | 1     |
| 8.    | Germania      | 0   | 0      | 1     | 1     |
| 8.    | Japonia       | 0   | 0      | 1     | 1     |
| 8.    | Statele Unite | 0   | 0      | 1     | 1     |
| Total | Total         | 13  | 13     | 13    | 39    |

## Rezultate

### Masculin
| Probă                      | Aur                            | Aur    | Argint                                      | Argint | Bronz                              | Bronz  |
| Trambulină 1 metru         | Peng Jianfeng (CHN)            | 440.45 | Osmar Olvera (MEX)                          | 428.85 | Zheng Jiuyuan (CHN)                | 418.30 |
| Trambulină 3 metri         | Wang Zongyuan (CHN)            | 538.10 | Osmar Olvera\|MEX}                          | 507.50 | Long Daoyi (CHN)                   | 499.75 |
| Platformă 10 metri         | Cassiel Rousseau (AUS)         | 520.85 | Lian Junjie (CHN)                           | 512.35 | Yang Hao (CHN)                     | 504.00 |
| Trambulină sincron 3 metri | China Long Daoyi Wang Zongyuan | 456.33 | Marea Britanie Anthony Harding Jack Laugher | 424.62 | Franța Jules Bouyer Alexis Jandard | 389.10 |
| Platformă sincron 10 metri | China Lian Junjie Yang Hao     | 477.75 | Ucraina Kirill Boliukh Oleksiy Sereda       | 439.32 | Mexic Kevin Berlín Randal Willars  | 434.16 |

### Feminin
| Probă                      | Aur                           | Aur    | Argint                                                | Argint | Bronz                                          | Bronz  |
| Trambulină 1 metru         | Lin Shan (CHN)                | 318.60 | Li Yajie (CHN)                                        | 306.35 | Aranza Vázquez (MEX)                           | 285.05 |
| Trambulină 3 metri         | Chen Yiwen (CHN)              | 359.50 | Chang Yani (CHN)                                      | 341.50 | Pamela Ware (CAN)                              | 332.00 |
| Platformă 10 metri         | Chen Yuxi (CHN)               | 457.85 | Quan Hongchan (CHN)                                   | 445.60 | Caeli McKay (CAN)                              | 340.25 |
| Trambulină sincron 3 metri | China Chang Yani Chen Yiwen   | 341.94 | Marea Britanie Yasmin Harper Scarlett Mew Jensen      | 296.58 | Italia Elena Bertocchi Chiara Pellacani        | 285.99 |
| Platformă sincron 10 metri | China Chen Yuxi Quan Hongchan | 369.84 | Marea Britanie Andrea Spendolini-Sirieix Lois Toulson | 311.76 | Statele Unite Jessica Parratto Delaney Schnell | 294.42 |

### Mixt
| Probă              | Aur                                                  | Aur    | Argint                                                            | Argint | Bronz                                                                 | Bronz  |
| Trambulină 3 metri | China Zhu Zifeng Lin Shan                            | 326.10 | Australia Domonic Bedggood Maddison Keeney                        | 307.38 | Italia Matteo Santoro Chiara Pellacani                                | 294.12 |
| Platformă 10 metri | China Wang Feilong Zhang Jiaqi                       | 339.54 | Mexic Diego Balleza Viviana del Ángel                             | 313.44 | Japonia Hiroki Ito Minami Itahashi                                    | 305.34 |
| Echipă             | China Bai Yuming Zheng Jiuyuan Si Yajie Zhang Minjie | 489.65 | Mexic Gabriela Agúndez Jahir Ocampo Randal Willars Aranza Vázquez | 455.35 | Germania Christina Wassen Moritz Wesemann Lena Hentschel Timo Barthel | 432.15 |